# Acanthocephalus tigrinae
Acanthocephalus tigrinae är en hakmaskart som först beskrevs av Arthur Everett Shipley 1903.  Acanthocephalus tigrinae ingår i släktet Acanthocephalus och familjen Echinorhynchidae. Inga underarter finns listade i Catalogue of Life.